# Mordfall Lesley Molseed
Der Mordfall Lesley Molseed ereignete sich 1975 in Großbritannien. Besondere kriminalgeschichtliche Bedeutung und großes Medieninteresse erlangte der Fall dadurch, dass der unschuldig als Mörder verurteilte Stefan Kiszko 16 Jahre lang im Gefängnis saß. 32 Jahre nach der Tat bzw. 15 Jahre nach Kiszkos Rehabilitierung konnte der wahre Täter überführt werden.

## Mordfall
Am Sonntag, dem 5. Oktober 1975, wurde die elfjährige Lesley Molseed aus Rochdale gegen 12.30 Uhr von ihrer Mutter zum Einkaufen in einen Laden geschickt, bei dem sie nie ankam. Drei Tage später fand man ihre Leiche etwa 15 Kilometer entfernt in einem Moor im Metropolitan Borough of Calderdale. Das Mädchen war mit zwölf Messerstichen getötet worden, auf ihrer Unterwäsche wurden Spermaspuren sichergestellt. Die folgenden großangelegten Ermittlungen der Polizei führten über Wochen zunächst zu keinem Ergebnis.:S. 3–57

## Ermittlungen gegen Stefan Kiszko
Am Abend des 3. Oktober 1975 ging bei der Polizei eine Anzeige ein, wonach sich vor einem Jugendclub in Rochdale ein Mann mehreren jungen Mädchen in exhibitionistischer Weise gezeigt haben soll.:S. 62–65 Am Nachmittag des 4. Oktober soll sich ebenfalls ein Mann vor zwei zwölfjährigen Mädchen, die am Vorfall des Vortags beteiligt waren, entblößt haben. Eines der Mädchen meldete am 5. November der Polizei, den Exhibitionisten als den 23-jährigen Stefan Ivan Kiszko (* 24. März 1952 in Rochdale) erkannt zu haben.:S. 65–67
Kiszko, dessen im Jahr 1970 verstorbener Vater Ivan aus der Ukraine stammte und dessen Mutter Charlotte, bei der er lebte, wegen ihrer deutschen Muttersprache nach 1945 aus Slowenien emigrieren musste, war Angestellter der Steuerbehörde. Er litt unter Hypogonadismus und galt als Außenseiter, der außer zu seiner Mutter und Tante keine gesellschaftlichen Kontakte pflegte, durch ein weltfremd-naives Verhalten auffiel sowie Kindern und Jugendlichen als Zielscheibe für Spott diente.:S. 69–77 Bei polizeilichen Befragungen am 5. und 10. November 1975 wies Kiszko die Vorwürfe der Mädchen als unwahr zurück.:S. 79f., 91f. Da er durch den Exhibitionismusverdacht und seinen Status als Sonderling ins Täterprofil eines sexuell gestörten Mannes passte, wurde er in den folgenden Wochen für die unter starkem Erfolgsdruck stehende Polizei zum Verdächtigen im Mordfall Lesley Molseed.:S. 91f. Obwohl keine belastbaren Verdachtsmomente wegen des Mordes gegen Kiszko vorlagen, lud ihn die Polizei am Vormittag des 21. Dezember 1975 zu einer Vernehmung ins Polizeirevier Rochdale vor. Die Beamten teilten Kiszko, der lediglich mit einer erneuten Befragung zu dem angeblichen Fall von Exhibitionismus rechnete, zunächst nicht mit, dass er als (zu diesem Zeitpunkt einziger) Verdächtiger eines Mordfalles vernommen werden sollte.:S. 94f. Mit dem Einverständnis von Charlotte Kiszko wurden sein Zimmer und sein Auto durchsucht.:S. 103 Im Auto fand man Erotikzeitschriften, eine Tüte Bonbons und Luftballons. Daraus entwickelte die Polizei die Theorie, Kiszko habe sich anhand der Magazine sexuell erregt und anschließend versucht, mit den Bonbons und Ballons kleine Mädchen anzulocken.:S. 105 Außerdem hatte Kiszko die Angewohnheit, Autokennzeichen von Fahrern aufzuschreiben, durch deren verkehrswidriges Verhalten er sich bedroht fühlte. Auf einem Notizzettel fand sich die Nummer eines Wagens, der ungefähr zur Mordzeit an der Stelle gesehen worden war, wo Lesleys Leiche lag. Daraus schlossen die Ermittler, dass Kiszko zu dieser Zeit an diesem Ort das Kennzeichen notiert haben musste.:S. 106f. Das Verhör wurde mit kurzen Ruhepausen auch in der Nacht und am folgenden Tag fortgeführt, wobei Kiszko keinen Rechtsbeistand hatte.:S. 107–110
Am Nachmittag des 22. Dezember gestand Kiszko nach mehr als 24 Stunden Vernehmung und ohne Schlaf, sich am 3. Oktober vor dem Jugendclub als Exhibitionist gezeigt zu haben sowie am 5. Oktober Lesley Molseed entführt, auf ihren Körper ejakuliert und sie anschließend erstochen zu haben.:S. 111f. Was den 4. Oktober anging, sei er zwar zur angegebenen Zeit am angegebenen Ort gewesen, habe sich vor den beiden Mädchen jedoch nicht entblößt.:S. 113 Am frühen Abend desselben Tages, mittlerweile in Anwesenheit eines für ihn engagierten Rechtsanwalts, widerrief Kiszko sein Geständnis in allen Punkten.:S. 115 Als Grund für das Geständnis gab er an: „Als ich beim Verhör meine Geschichte erzählte, wollten sie mir nicht glauben, also habe ich angefangen, Lügen zu erzählen und das schien ihnen zu gefallen und der Druck war weg, soweit es mich anging. Ich dachte, die Polizei würde nachprüfen, was ich gesagt hatte, und herausfinden, dass es nicht stimmte, und würde mich dann gehen lassen.“ Die folgenden beiden Nächte verbrachte Kiszko in Polizeigewahrsam, am Vormittag des 24. Dezember wurde er vor dem Magistrates’ Court in Halifax des Mordes angeklagt:S. 117f. und zur Untersuchungshaft ins Gefängnis nach Leeds verbracht.:S. 127
1. ↑  Innocents (1997), S. 89: “There was nothing of substance to make him a suspect.”
2. ↑  Innocents (1997), S. 183: “During the interrogation when I was telling what was my story they would't believe me, so I started telling lies and that seemed to please them and the pressure was off so far as I was concerned. I thought the police would check out what I had said and find it was untrue and would then let me go.”

## Prozess
Am 7. Juli 1976 begann der Prozess vor dem Crown Court in Leeds, die Anklage führte Peter Murray Taylor. Kiszko wurde von drei Rechtsanwälten vertreten: Als Barrister traten David Waddington und sein Juniorpartner Philip Clegg auf, als Solicitor arbeitete ihnen Albert Wright zu, der seit dem 22. Dezember 1975 Kiszkos Rechtsbeistand war.:S. 135f. Da keine forensischen Beweise vorlagen, konzentrierte sich die Anklage hauptsächlich auf Kiszkos zunächst abgelegtes Geständnis.:S. 140 Zur Behandlung seines durch Hypogonadismus hervorgerufenen Mangels an männlichen Hormonen hatte Kiszko seit dem Spätsommer 1975 Testosteron-Injektionen erhalten. Zwei ärztliche Gutachter vertraten vor Gericht die Ansicht, dass diese zu einem übermäßigen Sexualtrieb und einer nicht zu kontrollierenden Aggressivität geführt haben könnten.:S. 167–171 Kiszkos Mutter und Tante sagten aus, er habe zur Tatzeit zunächst zusammen mit ihnen das Grab seines Vaters besucht, anschließend sei man gemeinsam zu einem Lebensmittelgeschäft gefahren. Da Kiszko sich seit Beginn der Ermittlungen gegen ihn bezüglich eines Alibis in Widersprüche verstrickt hatte und es sich hierbei bereits um die fünfte Version eines Alibis handelte, stufte Peter Murray Taylor die Aussage als unglaubwürdig ein.:S. 168f., 163–165 Kiszko selbst beharrte darauf, er sei unschuldig, Lesley Molseed nie in seinem Leben begegnet und habe das später widerrufene Geständnis unter Vernehmungsdruck abgelegt.:S. 161 Sehr ungünstig wirkte sich vor diesem Hintergrund die Strategie seiner Verteidiger aus, die offenbar selbst an Kiszkos Schuld glaubten und nicht ausdrücklich seinen Freispruch forderten. Waddington wies einerseits darauf hin, es gebe durchaus Indizien dafür, dass Kiszko nicht der Täter sei. Andererseits legte er das Hauptaugenmerk darauf, dass Kiszko, sollte er die Tat begangen haben, wegen verminderter Zurechnungsfähigkeit durch die Testosteron-Injektionen nicht wegen Mordes, sondern lediglich wegen voluntary manslaughter verurteilt werden könne.:S. 175f. Ankläger Taylor versuchte, diese Strategie mit dem Schlagwort riding two horses („zwei Pferde reiten“) ad absurdum zu führen.:S. 194 Am 21. Juli 1976 sprach die Jury mit 10:2 Stimmen Stefan Kiszko des Mordes schuldig, Richter Hugh Park erklärte eine lebenslange Freiheitsstrafe.:S. 198f.
1. ↑  Innocents (1997), S. 142: “The criticism of David Waddington's handling of Stefan Kiszko's alleged confessions is based [...] upon the unusual tactic he did employ. Rather than simply cross-examine the police officers, and call Kiszko himself to give evidence to the effect that the confession was involuntarily made and/or untrue, the defence in this trial took a most curious – and dangerous – note.”

## Kiszkos Jahre im Gefängnis
Die ersten viereinhalb Wochen nach seiner Verurteilung verbrachte Kiszko im Gefängnis in Leeds, am 23. August 1976 wurde er ins Hochsicherheitsgefängnis Wakefield verlegt.:S. 204 Gleich am Tag seiner Ankunft wurde er von fünf Mitgefangenen erheblich verletzt.:S. 205 Am 11. Mai 1977 wurde er erneut verprügelt und musste am Kopf genäht werden.:S. 209 Ein Antrag seiner Anwälte auf Revision des Urteils fand am 25. Mai 1978 keine Bewilligung durch das zuständige Gericht.:S. 217–228 Seit Anfang des Jahres 1979 besuchte der praktizierende Katholik keine Gottesdienste mehr, weil er in der Gefängniskapelle von einem Mitgefangenen geschlagen wurde.:S. 235 Ebenfalls von 1979 an wurde Kiszko wegen Depressionen, Schizophrenie und Paranoia behandelt. Insbesondere seine ständigen Beteuerungen, die Tat nicht begangen zu haben, wurden als krankhafter „Unschuldswahn“, also als psychische Unfähigkeit, sich selbst die Schuld einzugestehen, ausgelegt.:S. 236 1980 versuchten Kiszkos Bewährungshelfer und sein Psychiater erfolglos, ihn dazu zu bewegen, ein Geständnis abzulegen und sich einer Therapie für Sexual- und Gewaltstraftäter zu unterziehen, da er nur so überhaupt eine Chance habe, jemals auf Bewährung entlassen werden zu können.:S. 237f. Mehrmals wurde Kiszko in andere Gefängnisse verlegt, so im November 1981 nach Gloucester,:S. 238f. im Mai 1984 nach Bristol, im Dezember 1984 zurück nach Wakefield,:S. 238f. im August 1987 in ein Spezialgefängnis für psychisch Kranke nach Aylesbury:S. 242 und im Mai 1989 erneut zurück nach Wakefield.:S. 243 Über die ganzen Jahre seiner Haft hindurch besuchten ihn seine Mutter und seine Tante zweimal im Monat, die zugelassene Höchstzahl an Gefangenenbesuchen.:S. 239 1990/91 waren Kiszkos Zustände geistiger Verwirrtheit so schlimm geworden (unter anderem schlug er häufig wild um sich, weil er sich von Geistern bedroht fühlte), dass er am 15. März 1991, als bereits die Ermittlungen zu seiner Rehabilitierung liefen, in eine geschlossene psychiatrische Hochsicherheitsklinik in Maghull (Metropolitan Borough of Sefton) eingewiesen wurde.:S. 243f. Am 8. Januar 1992, als sich Kiszkos bevorstehender Freispruch bereits abzeichnete, wurde er in eine weniger hermetisch gesicherte Klinik nach Prestwich verlegt.:S. 304

## Kiszkos Rehabilitierung und Tod
Nach jahrelangen erfolglosen Versuchen, die Unschuld ihres Sohnes zu beweisen, fand Charlotte Kiszko im Februar 1986 mit Campbell Malone einen Solicitor, der bereit war, neue Wege zu suchen. Malone kontaktierte Philip Clegg, der als einziger von Kiszkos Anwälten des Prozesses von 1976 Zweifel an der Schuld seines Mandanten hegte. Zusammen mit Clegg und dem Barrister Jim Gregory erarbeitete Malone in den folgenden Jahren einen Punktekatalog, der als Petition an den Innenminister geschickt werden sollte.:S. 247–259 Der Innenminister des Vereinigten Königreichs hatte von 1968 bis 1995 das Recht, Revisionsverfahren für bereits rechtskräftig entschiedene Kriminalfälle anzuordnen.:S. 258 Eine heikle Situation entstand im Herbst 1989, als ausgerechnet Kiszkos früherer Verteidiger David Waddington, der von der Schuld seines Mandanten überzeugt war, Innenminister wurde.:S. 260 Dennoch reichten Malone und Gregory die Petition am 18. Juni 1990 ein.:S. 261 Am 21. November 1990 erging die Mitteilung, dass der Innenminister nach Prüfung der Angelegenheit die Wiederaufnahme der polizeilichen Ermittlungen im Mordfall Lesley Molseed angeordnet habe.:S. 264 Diese führten unter anderem zu folgenden, für Kiszko entlastenden Ergebnissen:
- Der angebliche Exhibitionismus vor dem Jugendclub am 3. Oktober 1975 hatte so nicht stattgefunden. Tatsächlich hatten mehrere Mädchen einen Mann (nicht Kiszko) im Freien lediglich beim Urinieren überrascht und die Begebenheit in kindlicher Phantasie ausgeschmückt. Name und Identität des Mannes waren der Polizei bekannt und für Anklage wie Verteidigung während des Prozesses im Sommer 1976 durch die Ermittlungsakten zugänglich. Beide Parteien hatten diese Akten jedoch offenbar nicht gelesen. Stattdessen waren die (teilweise erfundenen) Aussagen der Mädchen im Prozess verlesen und von der Anklage mit Stefan Kiszko in Verbindung gebracht worden. Auch das Mädchen, das Kiszko als den angeblichen Exhibitionisten im Fall vom 4. Oktober 1975 erkannt haben wollte, räumte bei einer Befragung im Februar 1991 als mittlerweile erwachsene Frau ein, dass Kiszko sich nicht vor ihr entblößt hatte.[1]:S. 83f., 147f., 284f.
- Eine Ladenbesitzerin bestätigte, dass Kiszko zur Tatzeit am Nachmittag des 5. Oktober 1975 in ihrem Geschäft eingekauft hatte, und stützte so das ursprünglich nicht berücksichtigte Alibi seiner Mutter und Tante. Die Zeugin war im Juli 1976 nicht zum Prozess geladen worden.[1]:S. 271, 282f.
- Ein Universitätsprofessor für Endokrinologie schrieb in einem Gutachten, es sei aus seiner Sicht heraus nicht vorstellbar, dass aus einem sanftmütigen und zurückhaltenden Mann wie Kiszko, der unter einem erheblichen Mangel an männlichen Hormonen litt, durch Testosteron-Injektionen ein brutaler Sexualmörder werden könne.[1]:S. 279–281
- Von Kiszko war während seiner Untersuchungshaft eine Ejakulatprobe entnommen worden, die keine Spermien enthielt, da er wegen seiner nicht entwickelten Hoden vollständig unfruchtbar war. In den Spermaspuren auf Lesleys Kleidung waren jedoch Spermien enthalten. Diese Erkenntnis, die bewies, dass das am Opfer gefundene Sperma nicht von Kiszko stammen konnte, war mehreren Kriminalbeamten im Jahr 1976 bekannt, wurde aber offenbar unter Verschluss gehalten.[1]:S. 275–277

Die Ergebnisse der Ermittlungen wurden von der Polizei am 10. Mai 1991 an Kenneth Baker, Waddingtons Nachfolger als Innenminister, übergeben, der sie am 28. Mai an den Court of Appeal weiterleitete.:S. 301 Im September 1991 entschied die Staatsanwaltschaft, aufgrund der neuen Beweislage den Antrag von Kiszkos Anwälten auf Aufhebung des Urteils von 1976 nicht mit einem Gegenantrag zu beantworten. Damit war eine Vorentscheidung gefallen, die Kiszkos endgültige Rehabilitierung sehr wahrscheinlich machte.:S. 303 Der Revisionsprozess begann am 17. Februar 1992 vor einer Kammer des Court of Appeal in London unter Vorsitz des Lord Chief Justice of England and Wales Geoffrey Lane, Baron Lane. Am folgenden Tag erklärte Baron Lane das Urteil von 1976 für aufgehoben, da Kiszko wegen seiner Unfähigkeit, Spermien zu produzieren, nachweislich unschuldig sei, und ordnete seine unverzügliche Freilassung an.:S. 303f.
Zur Behandlung seiner psychischen Erkrankungen blieb Kiszko vorerst noch freiwillig in der Klinik in Prestwich, im Mai 1992 zog er zu seiner Mutter. Die Zeit bis zu seinem Tod verbrachte er weitgehend in einem depressiven und apathischen Zustand.:S. 332f. Lesley Molseeds Familie drückte öffentlich ihre Bestürzung über den Justizirrtum aus. Im Februar 1992, während Stefan Kiszko noch stationär behandelt wurde, kam es in Charlotte Kiszkos Haus zu einem versöhnlichen Treffen beider Familien, über das in der Presse berichtet wurde. Wegen ihres Kampfes um die Rehabilitierung ihres Sohnes wurde Charlotte Kiszko im April 1993 mit dem Preis Rochdale Woman of the Year ausgezeichnet.:S. 333 Am 22. Dezember 1993 starb Stefan Kiszko im Alter von 41 Jahren an einem Herzinfarkt.:S. 333 Im Mai 1994 starb Charlotte Kiszko 70-jährig.:S. 335 Nach dem Freispruch hatte der Staat an Kiszko ein Überbrückungsgeld zum Bestreiten des Lebensunterhalts gezahlt. Die Auszahlung der ihm zustehenden Haftentschädigung, geschätzt auf etwa 500.000 Pfund, verzögerte sich, so dass Kiszko wegen seines frühen Todes die Entschädigung nicht mehr erhielt.:S. 339
1. ↑  Wortlaut der Urteilsbegründung, zit. nach Innocents (1997), S. 304: “It has been shown that this man cannot produce sperm. This man therefore cannot have been the person responsible for ejaculating over the little girl's knickers and skirt, and consequently cannot have been the murderer.”
2. ↑  In Zeitungsartikeln und auf Internetseiten findet sich häufig der 23. Dezember als Todesdatum. Der mit der Familie bekannte Journalist Steve Panter, Co-Autor des Buches Innocents. der Charlotte Kiszko am Todestag ihres Sohnes einen Kondolenzbesuch abstattete, nennt als Todeszeitpunkt auf S. 334 jedoch den 22. Dezember gegen ein Uhr früh.

## Weitere Ermittlungen
Unmittelbar nach Stefan Kiszkos Freispruch wurden die Ermittlungen zur Aufklärung des Mordes an Lesley Molseed wiederaufgenommen und kamen mangels Erfolg 1994/95 zunächst weitgehend zum Erliegen.:S. 307–330 In den 80er Jahren war das Beweismaterial vernichtet worden, da der Fall als aufgeklärt galt. Das verhinderte die Abnahme eines (in den 70er Jahren noch nicht möglichen) Genetischen Fingerabdrucks an den Spermaspuren auf der Unterwäsche des Opfers und einen Vergleich mit der DNS von Verdächtigen.:S. 337f.
Im Juli 1994 wurden ein Kriminalbeamter und ein Forensiker, die unter Verdacht standen, 1976 ihr Wissen um Kiszkos Infertilität verschwiegen zu haben, wegen Rechtsbeugung angeklagt. Im Mai 1995 stellte das zuständige Gericht das Verfahren ein mit der Begründung, nach so langer Zeit sei kein fairer Prozess mehr möglich.:S. 337f.
1999 wurde im Archiv eines forensischen Labors ein Klebstreifen entdeckt, mit dem im Herbst 1975 Spermaspuren auf Lesley Molseeds Unterwäsche abgenommen worden waren. Daraus konnte eine männliche DNS isoliert werden, die weder mit der DNS von Kiszko übereinstimmte noch mit der eines Mannes, gegen den 1992 als Hauptverdächtigen ermittelt wurde. Durch das DNS-Profil konnten auch bisher bekannte Sexualstraftäter einschließlich des „Yorkshire-Rippers“ Peter Sutcliffe als Täter ausgeschlossen werden. Nachdem der Fall Thema einer Folge der sich mit ungeklärten Kriminalfällen befassenden Fernsehsendung Crimewatch am 5. Februar 2003 auf BBC One war, gingen zahlreiche Hinweise aus der Bevölkerung ein, ca. 90 als potenziell verdächtig gemeldete Männer wurden überprüft. Ein Erfolg stellte sich jedoch nicht ein.

## Aufklärung des Mordfalls
Im Juli 1976 fand ein Verfahren gegen einen 22-Jährigen wegen versuchten sexuellen Missbrauchs eines Kindes statt. Der verheiratete Familienvater, der in der Nähe der Familie Molseed in Rochdale wohnte, hatte ein neunjähriges Mädchen in sein Auto gelockt und es zu sexuellen Handlungen aufgefordert, das Kind konnte fliehen. Der Mann zeigte sich reumütig und wurde zu einer Geldstrafe von 25 £ verurteilt. Verbindungen zum Fall Lesley Molseed zog man nicht, da Stefan Kiszko vor Gericht stand. Im Oktober 2005 zeigte eine Prostituierte denselben Mann, der mittlerweile in Oldham lebte, wegen Vergewaltigung an. Dabei wurde routinemäßig eine DNS-Probe von ihm genommen. Das Verfahren bezüglich der Vergewaltigung wurde zwar eingestellt, doch es zeigte sich, dass sein Genetischer Fingerabdruck mit der männlichen DNS auf Lesley Molseeds Unterwäsche übereinstimmte. Am 5. Oktober 2006 wurde der Mann, der vor dem DNS-Abgleich trotz seiner einschlägigen Vorstrafe von 1976 zu keinem Zeitpunkt auf der Liste der Verdächtigen gestanden hatte, verhaftet und wegen Mordes angeklagt, der Prozess begann am 22. Oktober 2007 vor dem Crown Court in Bradford. Der 54-Jährige wies die Vorwürfe zurück und sagte aus, er könne sich nicht erklären, wie seine DNS auf das Beweismaterial gelangt sei. Am 12. November 2007 sprach die Jury ihn mit 10:2 Stimmen schuldig. Er erhielt eine lebenslange Freiheitsstrafe mit der Maßgabe, frühestens nach 30 Jahren auf Bewährung entlassen werden zu können. 2008 scheiterte ein Revisionsantrag. Im Juli 2009 erregte ein offener Brief des (wie zuvor Stefan Kiszko) im Gefängnis Wakefield Inhaftierten an die Zeitung Rochdale Observer Aufsehen in der britischen Presse. Darin bezeichnete sich der Verurteilte als unschuldiges Justizopfer und griff die britische Justiz sowie die Medien als ungerecht an.

## Medienrezeption
Im Februar und März 1997 wurde das den Fall behandelnde Schauspiel Ivan, A Miscarriage of Justice in einem Theater in Hammersmith gespielt. In demselben Jahr erschien das dokumentarische Sachbuch Innocents. How Justice Failed Stefan Kiszko and Lesley Molseed. Eine Verfilmung des Falls für das Fernsehen entstand 1998 unter dem Titel A Life for a Life. The True Story of Stefan Kiszko mit Tony Maudsley als Stefan Kiszko und Olympia Dukakis als seine Mutter. Zu diesem Zeitpunkt war der Mordfall noch nicht aufgeklärt. Am 29. September 2008 strahlte ITV innerhalb der Reihe Real Crime den Dokumentarfilm The 30 Year Secret aus, der auch die weiteren Ermittlungen mit der Verurteilung des Mannes im Jahr 2007 behandelt.